# La Dernière Leçon
Pour plus de détails, voir Fiche technique et Distribution.
La Dernière Leçon est un film français réalisé par Pascale Pouzadoux et sorti en 2015. Ce film est une adaptation du récit homonyme de Noëlle Châtelet, sorti en 2004.

## Synopsis
Madeleine, 92 ans, décide de fixer la date et les conditions de son décès. En l'annonçant à ses enfants et petits-enfants, elle veut doucement les préparer à sa future absence. Mais pour sa famille, c’est le choc. Tous ont du mal à accepter ce choix sauf Diane, sa fille, qui partagera avec humour et complicité ces derniers moments.

## Fiche technique
- Titre : La Dernière Leçon
- Réalisation : Pascale Pouzadoux
- Scénario : Pascale Pouzadoux et Laurent de Bartillat, d'après l'œuvre de Noëlle Châtelet
- Musique : Éric Neveux
- Montage : Sylvie Gadmer
- Photographie : Nicolas Brunet
- Décors : Laurent Avoyne
- Costumes : Charlotte Betaillole
- Producteur : Olivier Delbosc et Marc Missonnier
  - Producteur exécutif : Christine de Jekel
- Production : France 2 Cinéma et Wild Bunch
- Distribution : Wild Bunch
- Pays :  France
- Durée : 105 minutes
- Genre : drame
- Dates de sortie : 
  -  France : 4 novembre 2015

## Distribution
- Sandrine Bonnaire : Diane
- Marthe Villalonga : Madeleine
- Antoine Duléry : Pierre
- Gilles Cohen : Clovis
- Emmanuelle Galabru : Caroline
- Sabine Pakora : Victoria
- Grégoire Montana-Haroche : Max
- Sévane Lepoureau : Camille
- Juliane Lepoureau : Lou
- Charlotte Buosi : Madeleine jeune
- Manon Matringe : Diane petite fille
- Lucien Duléry : Pierre petit garçon
- Jonas Dinal : Didid, le voisin de Madeleine
- Barbara Schulz : la collègue de Diane
- Roby Schinasi : Christophe dit Cricri, l'aide-soignant de l'hôpital
- Jean-Claude Jay : Georges, le premier amour de Madeleine
- François Berland : Dr. Gagnon
- Charles Gérard : Charly, le voisin de chambre de Madeleine, à l'hôpital
- Armelle : la sage-femme
- Victoria Trandafir : la femme enceinte
- Sebastian Trandafir : le mari de la femme enceinte
- Charles-François Pouzadoux : le docteur Manuel
- Florent Chesné : le deuxième docteur
- Anne Caillère : le troisième docteur
- Peng Ya-Yun : le quatrième docteur
- Jérôme Paquatte : le garagiste

Christophe Bizet : Roland jeune 